# Peter Prange

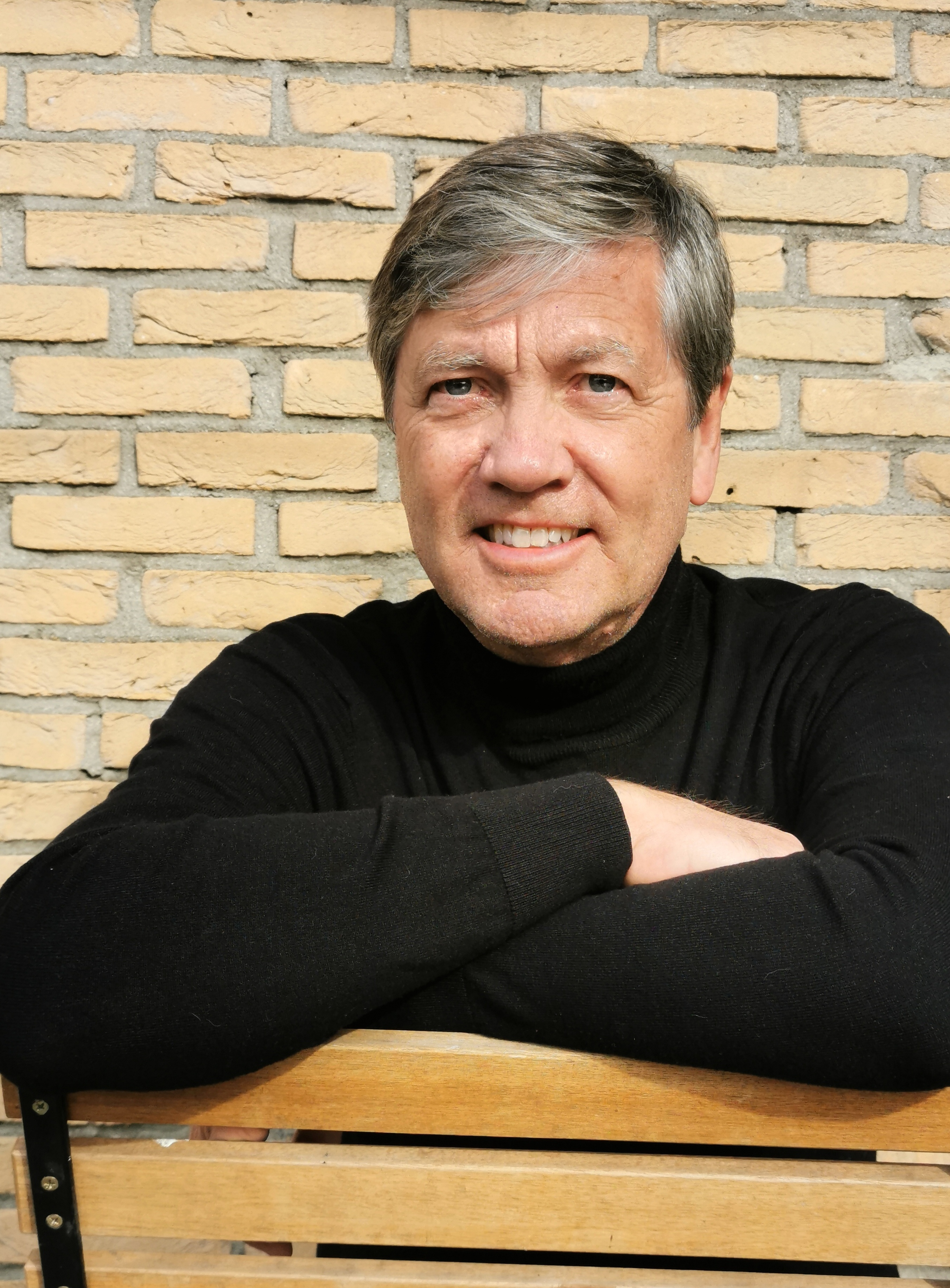
Peter Prange, 2021

Peter Prange (* 22. September 1955 in Altena) ist ein deutscher Schriftsteller, Unternehmensberater und Drehbuchautor.

## Leben
Prange wuchs im sauerländischen Altena auf, wo seine Eltern ein Bettengeschäft führten. Als Jugendlicher betrieb er Spring- und Dressurreiten. Seine schriftstellerische Grundausbildung erhielt er eigener Aussage nach, als er seinen Vater als Junge mehr als zehn Jahre lang bei Auslieferungen begleitete und die persönlichen Geschichten von Kunden anhörte. Das habe ihn als Kind fasziniert und er habe die gehörten Geschichten weitergesponnen, so Prange im September 2019.
Er promovierte nach dem Studium der Romanistik, Germanistik und Philosophie in Göttingen, Perugia, Paris und Tübingen mit einer Arbeit zur Sittengeschichte der Aufklärung. Dass er nicht das Bettengeschäft übernahm, betrachteten seine Eltern Pranges Aussage gemäß „mit einem lachenden und einem weinenden Auge“: Seine Eltern hätten nicht die Möglichkeit einer höheren Schulbildung gehabt, insbesondere sein Vater habe darunter gelitten, dass er kein Gymnasium besuchen konnte. Einerseits sei sein Vater stolz gewesen, dass der Sohn studierte, andererseits sorgte er sich, ob er davon leben könne. Zum Schriftsteller habe ihn der 19. August 1989 gemacht, als er im Fernsehen einen Bericht über DDR-Bürger sah, die in Ungarn über die Grenze drangen. In diesem Augenblick sei ihm die Vision einer Geschichte gekommen, so Prange. Nach beruflichen Stationen in Wirtschaft (in den 1990er Jahren arbeitete er zeitweilig als Unternehmensberater) und Wissenschaft lebt Prange als freier Schriftsteller mit seiner Frau und ihren beiden Töchtern in Tübingen.
Zu seinen Werken zählen neben Romanen auch Sachbücher und Drehbücher. Seine Bücher wurden in insgesamt 24 Sprachen übersetzt und haben eine internationale Gesamtauflage von über 3 Millionen Exemplaren. Der Durchbruch als Romanautor gelang Prange 1999 mit der deutsch-deutschen Familiengeschichte Das Bernstein-Amulett. Der Roman wurde 2004 als Zweiteiler für die ARD verfilmt. „Es war immer meine größte Hoffnung im Leben, dass ich mal eine Geschichte schreiben kann, die in Altena, meiner Heimatstadt spielt.“ Mit Unsere wunderbaren Jahre: Ein deutsches Märchen habe sich diese Möglichkeit dann ergeben. Dieses sei sein „allerpersönlichstes Buch“, so Prange 2019 über das Werk, das als Dreiteiler verfilmt wurde. Eine Fortsetzung in Form einer 2. Staffel der Fernsehreihe wurde produziert und im März 2023 in der ARD / Das Erste erstgesendet.

## Die Weltenbauer-Trilogie
Besondere Bekanntheit erlangte seine Weltenbauer-Trilogie. Sie besteht aus den drei historischen Romanen Die Principessa (2003), Die Philosophin (2003) und Die Rebellin (urspr. Titel Miss Emily Paxton, 2005). Prange bezeichnete das gemeinsame Thema dieser drei Bücher als „die Suche des Menschen nach dem Paradies auf Erden“. 2006 erhielt er den Sir Walter Scott-Preis – Bronzener Lorbeer für Miss Emily Paxton.
Während die Principessa, in deren Zentrum die Künstler Bernini und Borromini stehen, im barocken Rom der theologischen Strenge spielt, überwinden in der Philosophin im Paris der Aufklärung mutige Freigeister, Diderot und Sophie Volland, die Dogmen der Tradition und beanspruchen das Paradies bereits auf Erden. In Die Rebellin im London des 19. Jahrhunderts scheint sich der Traum nach irdischer Glückseligkeit nun durch die erste Weltausstellung, die die Errungenschaften aller Völker und Nationen an einem Ort vereint, zu erfüllen.
Peter Prange hat die Weltenbauer-Trilogie weiterentwickelt zu einer Weltenbauer-Dekalogie, die tausend Jahre europäischer Kultur- und Geistesgeschichte in zehn historischen Romanen darstellt. In jedem Roman steht ein historisches Jahrhundertereignis im Zentrum der Handlung, welches das europäische Denken und Handeln bis heute geprägt hat. Von den zehn geplanten Romanen sind acht bereits erschienen, zuletzt Die Rose der Welt. Es stehen noch die Romane für das 12. und 14. Jahrhundert aus.

## Die Deutschland-Pentalogie
Eingebettet in den europäischen Kontext arbeitet Peter Prange an einer Pentalogie mit fünf Romanen, die in ihrer Gesamtheit ein Gesamtbild Deutschlands im 20. Jahrhundert abgeben:
- Das Bernstein-Amulett: Die Geschichte des geteilten Deutschlands, vom Zusammenbruch bis zur Wiedervereinigung am Beispiel einer Familie.
- Unsere wunderbaren Jahre: Die Geschichte der Bundesrepublik Deutschland, vom ersten bis zum letzten Tag der D-Mark.
- Eine Familie in Deutschland: Die Geschichte der deutschen Jahrhundert-Tragödie, vom ersten bis zum letzten Tag der Nazizeit.
- Der Traumpalast: Die Geschichte der Weimarer Republik, vom Freiheitsrausch bis zur kollektiven Selbstaufgabe.

## Werte: Von Plato bis Pop – Alles, was uns verbindet
Werte: Von Plato bis Pop – Alles, was uns verbindet ist ein Hand- und Lesebuch, herausgegeben zusammen mit Frank Baasner und Johannes Thiele. Es ist eine Reise durch die europäische Geistesgeschichte von 2.000 Jahren und diente Bundeskanzlerin Angela Merkel bei ihrer Antrittsrede als EU-Ratspräsidentin im Januar 2007 vor dem Europaparlament zur Begründung ihrer Europavision und wurde für den Europe Book Prize nominiert.
Das Buch des Autors und Landtagsabgeordneten Andreas Sturm Shakespeare und die Entstehung des europäischen Geistes (WOLL-Verlag, 2023) basiert in der Argumentation maßgeblich auf Pranges Werte-Buch. Für Sturm spiegeln sich die von Prange beschriebenen widersprüchlichen Werte, die in produktiver Spannung stehen, in Shakespeares Dramen wider.

## Werke
Sachbücher
- Das Paradies im Boudoir. Glanz und Elend der erotischen Libertinage im Zeitalter der Aufklärung. Hitzeroth, Marburg 1990. ISBN 3-89398-032-6 (zugleich Dissertation, Universität Tübingen).
- Träume wagen! Der mentale Weg zum Erfolg. Knaur, München 2001. ISBN 3-426-66636-7 (Ratgeber-Mens Sana)
- It's my life. Anleitung zum Selber-Leben. Droemer Knaur Verlag, München 2005. ISBN 3-426-77845-9 (Früherer Titel Sieben Wege zum Misserfolg... und eine Ausnahme von der Regel)
- Werte. Von Plato bis Pop; alles was uns verbindet. Droemer Knaur Verlag, München 2006. ISBN 978-3-426-27392-0
- Platz da, ich lebe! Ein Haus zum Sterben voller Leben: Die Kinder und Jugendlichen des Hospiz Balthasar. Pendo, herausgegeben von Peter Prange 2012. ISBN 978-3-86612-316-8. (Der Erlös dieses Buches geht an das Kinder- und Jugendhospiz Balthasar)

Belletristik
- Das Bernstein-Amulett. Geschichte einer Familie aus Deutschland. Droemer Knaur Verlag, München 1999. ISBN 978-3-426-50558-8
- Die Principessa. Droemer Knaur Verlag, München 2002. ISBN 978-3-426-63923-8
- Die Philosophin. Droemer Knaur Verlag, München 2004. ISBN 3-426-62771-X
- Die Rebellin. Droemer Knaur Verlag, München 2007. ISBN 978-3-426-50276-1 (früherer Titel Miss Emily Paxton)
- Der letzte Harem. Droemer Knaur Verlag, München 2007. ISBN 978-3-426-19657-1
- Der Harem. Sinnliche Begegnungen im Serail, gemeinsam mit Agnes Imhof. Droemer Knaur Verlag, München 2008. ISBN 978-3-426-19832-2
- Die Gottessucherin. Droemer Knaur Verlag, München 2009. ISBN 978-3-426-19751-6 (Roman über Gracia Nasi).
- Himmelsdiebe, Pendo, München 2010, ISBN 978-3-86612-274-1.
- Der Kinderpapst, Pendo, München 2012, ISBN 978-3-86612-276-5 (Roman über Benedikt IX.).
- Ich, Maximilian, Kaiser der Welt, Fischer-Scherz, Frankfurt 2014. ISBN 978-3-651-00069-8.
- Die Rose der Welt, Fischer-Scherz, Frankfurt 2016. ISBN 978-3-651-02264-5.
- Unsere wunderbaren Jahre: Ein deutsches Märchen, Fischer-Scherz, Frankfurt 2016. ISBN 978-3-651-02503-5.
- Eine Familie in Deutschland – Zeit zu hoffen, Zeit zu leben, Fischer-Scherz, Frankfurt 2018. ISBN 978-3-651-02556-1.
- Eine Familie in Deutschland – Am Ende die Hoffnung, Fischer-Scherz, Frankfurt 2019. ISBN 978-3-651-02502-8.
- Die Gärten der Frauen, Fischer Taschenbuch, Frankfurt 2020. ISBN 978-3-596-29943-0 (Neuausgabe von Der letzte Harem).
- Winter der Hoffnung, Fischer Scherz, Frankfurt 2020. ISBN 978-3-651-00091-9.
- Die Götter der Dona Gracia, Fischer Taschenbuch, Frankfurt 2021. ISBN 978-3-596-70024-0 (Neuausgabe von Die Gottessucherin).
- Der Traumpalast – Im Bann der Bilder, Fischer Scherz, Frankfurt 2021. ISBN 978-3-651-02578-3.

- Der Traumpalast – Bilder von Liebe und Macht : 1925-1933/38, Fischer Scherz, 763 Seiten, Frankfurt 2022. ISBN 978-3-651-00107-7.
- Herrliche Zeiten – die Himmelsstürmer : Roman, Fischer Scherz, Frankfurt 2024. ISBN 978-3-651-00108-4.